# Paolo Albertoni

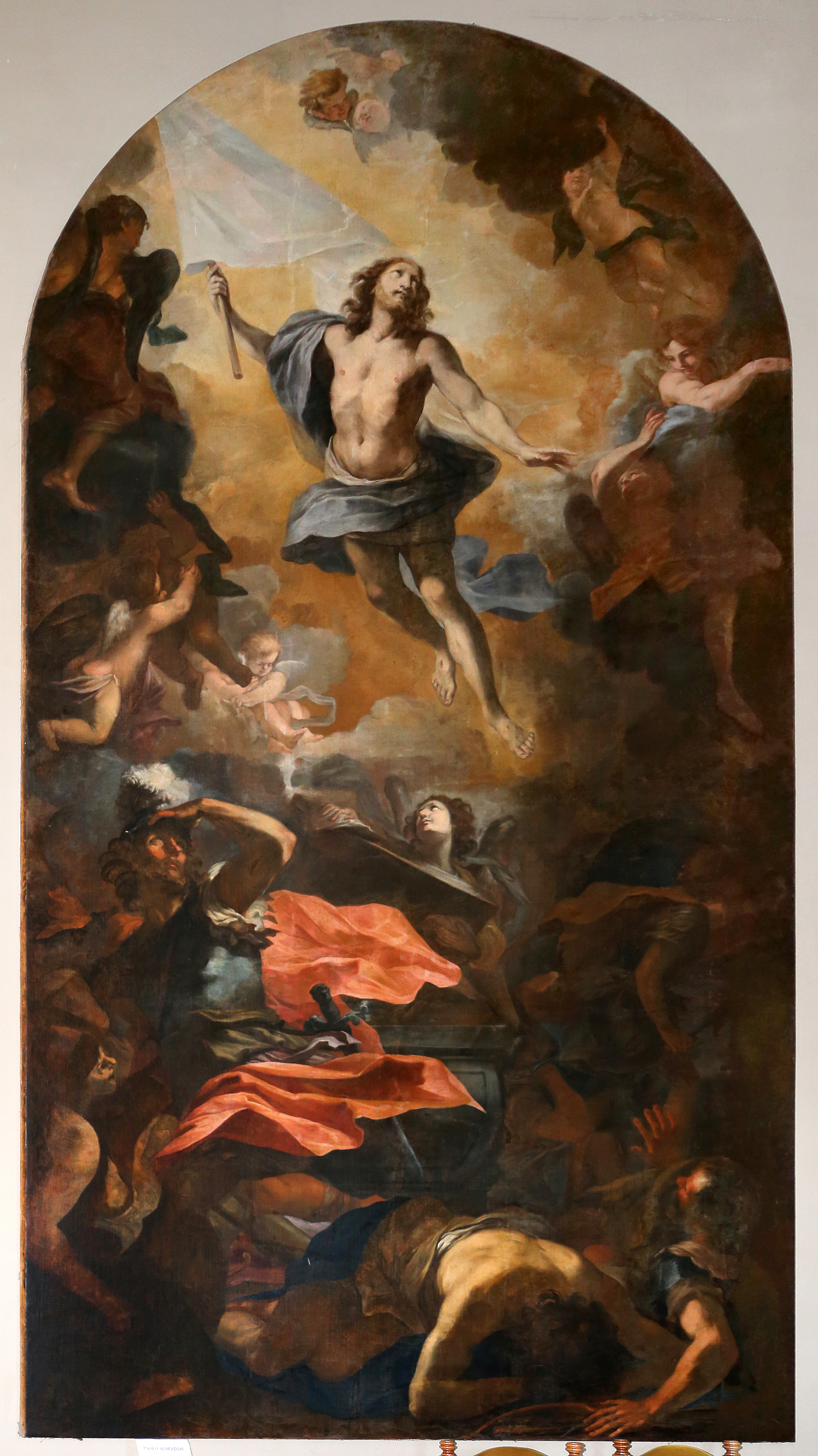
Resurrezione, San Francesco, Siena

Paolo Albertoni (fl. XVII secolo) è stato un pittore italiano, attivo a Roma nel XVII secolo.

## Biografia e opere
Membro dell'Accademia di San Luca, fu buon frescante di gusto marattesco; a Roma affrescò la volta della prima cappella a destra della chiesa di San Carlo al Corso ed eseguì dipinti nelle chiese di Santa Marta al Collegio Romano e di Santa Maria in Camposanto.